# Urago d'Oglio
Urago d'Oglio is een gemeente in de Italiaanse provincie Brescia (regio Lombardije) en telt 3510 inwoners (31-12-2004). De oppervlakte bedraagt 10,6 km², de bevolkingsdichtheid is 320 inwoners per km².

## Demografie
Urago d'Oglio telt ongeveer 1352 huishoudens. Het aantal inwoners steeg in de periode 1991-2001 met 7,0% volgens cijfers uit de tienjaarlijkse volkstellingen van ISTAT.
| Jaar | Inwoneraantal |
| ---- | ------------- |
| 1991 | 2991          |
| 2001 | 3199          |

## Geografie
Urago d'Oglio grenst aan de volgende gemeenten: Calcio (BG), Chiari, Cividate al Piano (BG), Pontoglio, Rudiano.